# (73071) 2002 FB37
(73071) 2002 FB37 – planetoida z pasa głównego asteroid okrążająca Słońce w ciągu 3,58 lat w średniej odległości 2,34 j.a. Odkryta 23 marca 2002 roku.